# Wolfgang Richter (Politiker, 1945)
Wolfgang Richter (* 1. Januar 1945 in Mittelsaida) ist ein deutscher Jurist sowie Politiker (FDP) und ehemaliges Mitglied des Sächsischen Landtages.

## Leben
Wolfgang Richter besuchte die Erweiterte Oberschule in Brand-Erbisdorf bis zum Abitur. Sein Studium der Rechtswissenschaft in Leipzig schloss er 1969 mit dem Staatsexamen ab. Zwischen 1970 und 1974 war er Richter am Kreisgericht Marienberg. Anschließend war Richter von 1974 bis 1983 Justitiar im VEB NARVA Leuchtenbau Lengefeld und beim Wirtschaftsrat des Bezirks Chemnitz.
Zwischen 1983 und 1989 baute sich Richter einen Handwerksbetrieb auf. Ab April 1990 war er Rechtsanwalt in Olbernhau.
Richter ist evangelisch, verheiratet und hat zwei Kinder.

## Politik
Wolfgang Richter war ab Mai 1990 Kreistagsabgeordneter in Kreis Brand-Erbisdorf und seit April 1990 Kreisvorsitzender der FDP in Brand-Erbisdorf.
Im Oktober 1990 zog Richter über die Landesliste in den Sächsischen Landtag ein, dem er für eine Wahlperiode bis 1994 angehörte. Dort war er stellvertretender Vorsitzender im Geschäftsordnungsausschuss sowie Mitglied im Petitionsausschuss.

## Belege
- Klaus-Jürgen Holzapfel (Hrsg.): Sächsischer Landtag: 1. Wahlperiode, 1990–1994; Volkshandbuch. NDV Neue Darmstädter Verlagsanstalt, Rheinbreitbach 1991, ISBN 3-87576-265-7. S. 56 (S. 81 u. 94 für die Ausschüsse). (Stand Mai 1991)

| Personendaten    | Personendaten                             |
| ---------------- | ----------------------------------------- |
| NAME             | Richter, Wolfgang                         |
| KURZBESCHREIBUNG | deutscher Jurist und Politiker (FDP), MdL |
| GEBURTSDATUM     | 1. Januar 1945                            |
| GEBURTSORT       | Mittelsaida                               |